# AGM-45 Shrike
Die AGM-45 Shrike ist eine US-amerikanische taktische Luft-Boden-Rakete, die der Niederhaltung feindlicher Flugabwehr dient. Zu diesem Zweck ist sie als Antiradarrakete konzipiert. Ihr Suchkopf schaltet auf die Frequenz des gegnerischen Radars auf und nutzt diese, um die Radarstellung zu treffen.
Die Shrike (englisch für Würger – eine Vogelart) wurde 1961 vom Naval Weapons Center in China Lake basierend auf Teilen der AIM-7 Sparrow entwickelt und ab 1963 produziert. Die Shrike wurde in diversen Versionen gebaut, die sich hauptsächlich in den benutzten Frequenzbereichen unterscheiden.
In den frühen 1970er-Jahren wurde die Rakete zur AGM-45B Shrike weiterentwickelt. Mit einem neuen Triebwerk erzielte sie nun eine Reichweite von 40 km.
Sie wurde von den USA unter anderem im Vietnam-Krieg und von den israelischen Verteidigungsstreitkräften im Jom-Kippur-Krieg und 1982 im Libanon eingesetzt, bewährte sich aber teilweise nicht.
Die Mikroelektronik der 1960er Jahre war noch nicht in der Lage, die Rakete in allen Flugphasen zu leiten. Obwohl ihr Empfänger die Radarstrahlung schon vor deren Verschuss empfing, folgte nach dem Start eine ungelenkte ballistische Phase, an deren Ende die Rakete in passender Höhe und Winkel über dem Emitter sein musste, um die Rakete zum Ziel zu leiten. Das Flugzeug musste daher zum Zeitpunkt des Abschusses die zueinander passende Höhe, Geschwindigkeit und Ausrichtung haben, was die Kenntnis der Distanz zum Ziel voraussetzt.
Während des Falklandkriegs wurden Großbritannien einige Shrikes zur Verfügung gestellt, die im Zuge der Operation Black Buck mit einigem Erfolg eingesetzt wurden.
Bis zum Ende der Produktion 1982 wurden insgesamt rund 18.500 Einheiten hergestellt. Die Streitkräfte der Vereinigten Staaten ersetzten die Shrike ab 1983 durch ihren Nachfolger AGM-88 HARM. Die Shrike gehört seit 1991 nicht mehr zu ihrem Bestand.

## Nutzer
- Iran[1]
- Israel
- Vereinigte Staaten
- Vereinigtes Königreich